# 吉本祐雄
吉本 祐雄（よしもと すけお、生年不詳 - 1884年（明治17年）4月4日）は、江戸時代後期の土佐藩士、勤皇の志士。明治初期の近衛兵、明治時代の裁判官。
迅衝隊士。通称は平之助（へいのすけ）。

## 来歴

### 土佐勤王党以降
祐雄は、平素より盡忠尊皇の念があって、学んでは益々その志を篤くした。しかるに、神君以来の徳川恩顧の土佐藩は、藩論の主流は佐幕にあり、公議政体論を唱える参政吉田東洋らとは意見が合わず、事ここに及んで土佐勤王党は密議して、瑞山の指示のもと、河野敏鎌（万寿弥）、弘瀬健太、安岡正美らをして、吉田東洋を暗殺せしむるに至る。これは時に1862年5月6日（文久2年4月8日）のことである。
この暴挙によって、藩政は東洋派の新おこぜ組に属する福岡孝茂（宮内）、真辺正心（栄三郎）、後藤象二郎らを失脚せしめた。
祐雄は、同年7月（旧暦6月）土佐藩主・山内豊範の時代、参勤交代に随行し大坂滞在中、一藩勤皇を掲げる武市瑞山に共鳴し土佐勤王党に加盟するが、翌年1863年9月30日（文久3年8月18日）京都で政変が起こるや土佐藩内は佐幕派が巻き返し、公議政体論を唱える山内容堂の威光に圧されて、急進的な武力討幕を目指す土佐勤王党は難を受ける。
同年10月21日（旧暦9月21日）、吉田東洋暗殺の事が露顕して首領武市瑞山が縛につくや、志士らも多くは捕えられ、あるいは土佐より脱藩を試みる者も顕はれた。祐雄は、身を藩内に留めて、獄中の志士を釈放せんが為に奔走するも、容易ならざる事態のまま、1864年（元治元年）を迎え、同年11月16日（旧暦10月17日）、長州征伐に際して土佐藩主・山内豊範は大坂表の警備を幕閣より命ぜられ、祐雄も藩命を受けて大坂へ滞留した。
しかして、1865年7月3日（元治2年閏5月11日）、裁きが下りて瑞山が割腹し、獄中の志士は「永牢（終身禁固刑）」を仰せ付けらる。

### 薩土討幕の密約以降

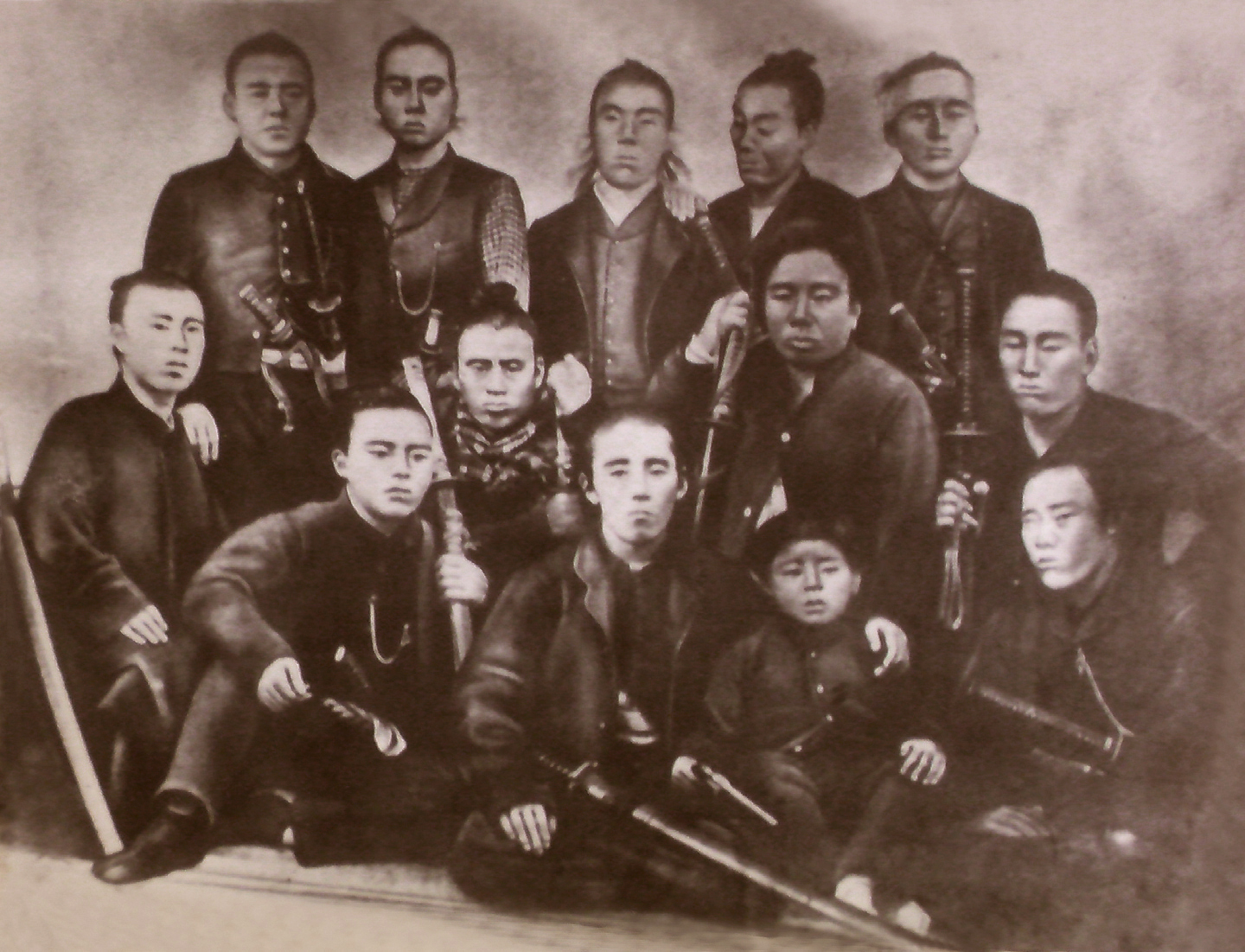
迅衝隊（前列左から伴権太夫、板垣退助（中央）、谷乙猪（少年）、山地忠七。 中列、谷神兵衛、谷干城（襟巻をして刀を持つ男性）、山田清廉、吉本平之助祐雄。 後列、片岡健吉、真辺正精、西山榮、北村重頼、別府彦九郎）

1867年6月（慶応3年5月）、江戸でオランダ式騎兵学を学んでいた乾退助は、山内容堂に随行して土佐に帰藩の途中の京都で、中岡慎太郎からの決死の覚悟の手紙を受け取り感銘を受ける。同6月20日（旧暦5月18日）京都の料亭「近安楼」で乾退助は中岡慎太郎と時勢について深く談を交わし、続く同6月23日（旧暦5月21日）、中岡の仲介で乾退助は、土佐藩の谷干城や毛利恭助らと、薩摩藩の西郷吉之助、吉井幸輔らが薩摩藩士小松清廉邸で密談を行い薩土討幕の密約を結び、これを翌6月24日（旧暦5月22日）、山内容堂に報告し、軍制改革を行う旨の同意をとりつけて、大坂でアルミニー銃300挺などの武器を買いつけて帰藩した。
乾退助は土佐に戻るや兵制改革に着手し、旧来の北条流の弓隊を廃して洋式砲術隊を編成なさしめ、藩論を瑞山の遺志である武力による勤王討幕にまとめあげ、さらには佐々木高行らの奔走によって遂に藩庁を動かしめ、獄中の安岡正美や島村雅事ら土佐勤王党の志士らを釈放せしめた。

### 戊辰戦争で活躍
風雲急を告げる1868年1月27日（慶応4年1月3日）、伏見の合戦の火蓋が切られるや、土佐藩士らは山内容堂の制止を振り切って薩土討幕の密約に従って参戦し、祐雄は土佐藩迅衝隊に加わって戊辰の役を転戦した。

### 廃藩置県以降
1871年9月24日（明治4年8月10日）、陸軍中尉を拝命し、近衛3番砲隊に勤務。1872年9月6日（明治5年8月4日）、陸軍大尉に昇進し、同9月11日（旧暦8月9日）、司法省9等出仕となる。以後累進し、松山裁判所宇和島支庁判事長に在職中に死去した。西南戦争時は、鹿児島裁判所に二級判事補として勤務していたが、鹿児島県令大山綱良の鹿児島県逆徒征討総督有栖川宮熾仁親王宛の書翰を、使者として長崎にもたらしている。また判事としては、1882年（明治15年）12月25日、東宇和郡の農民が「無役地」の共有権回復を求めた民事訴訟第一審に判決を言い渡している。
1884年（明治17年）4月4日死去。